# Steaua de tinichea

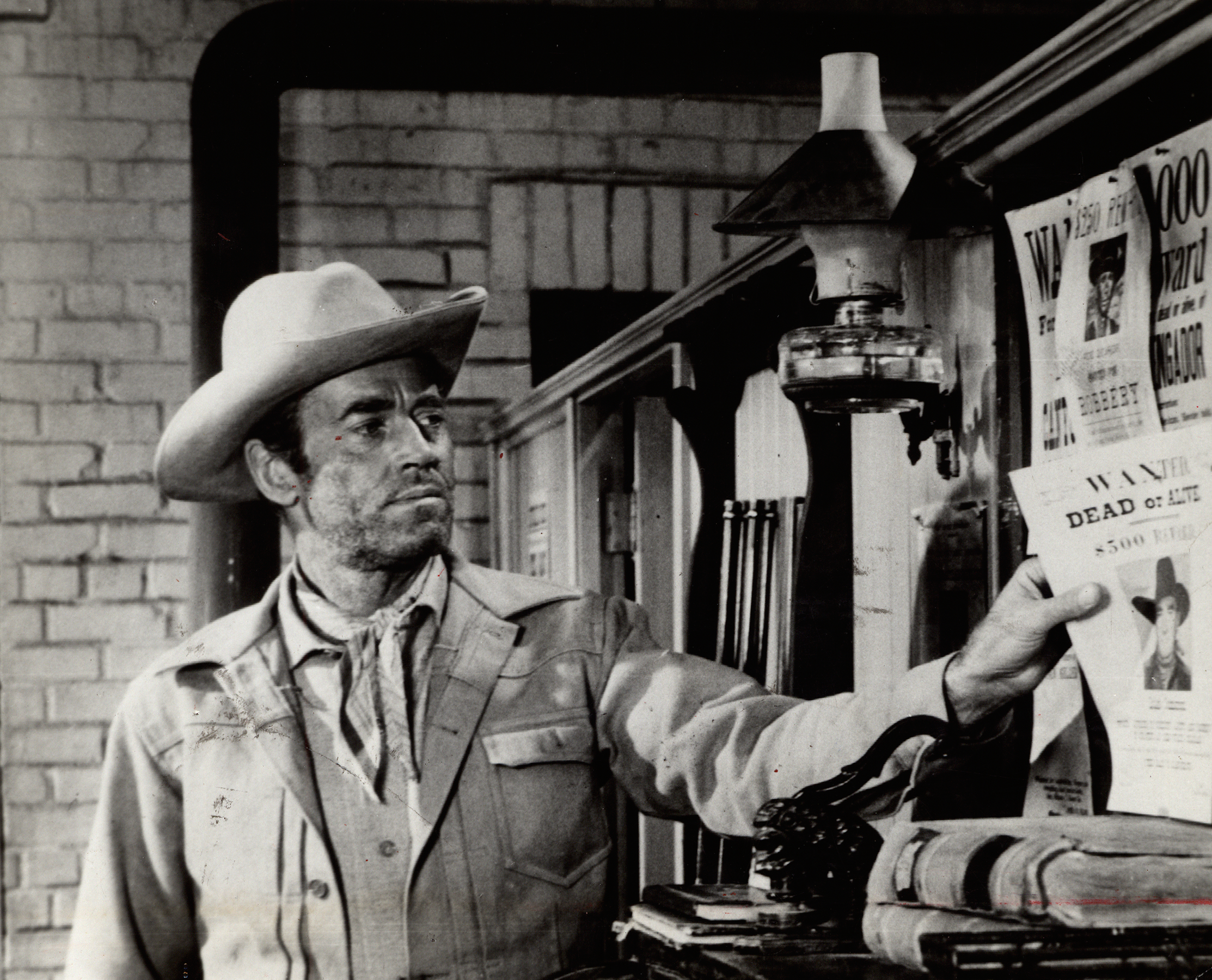
Henry Fonda într-o scenă din film

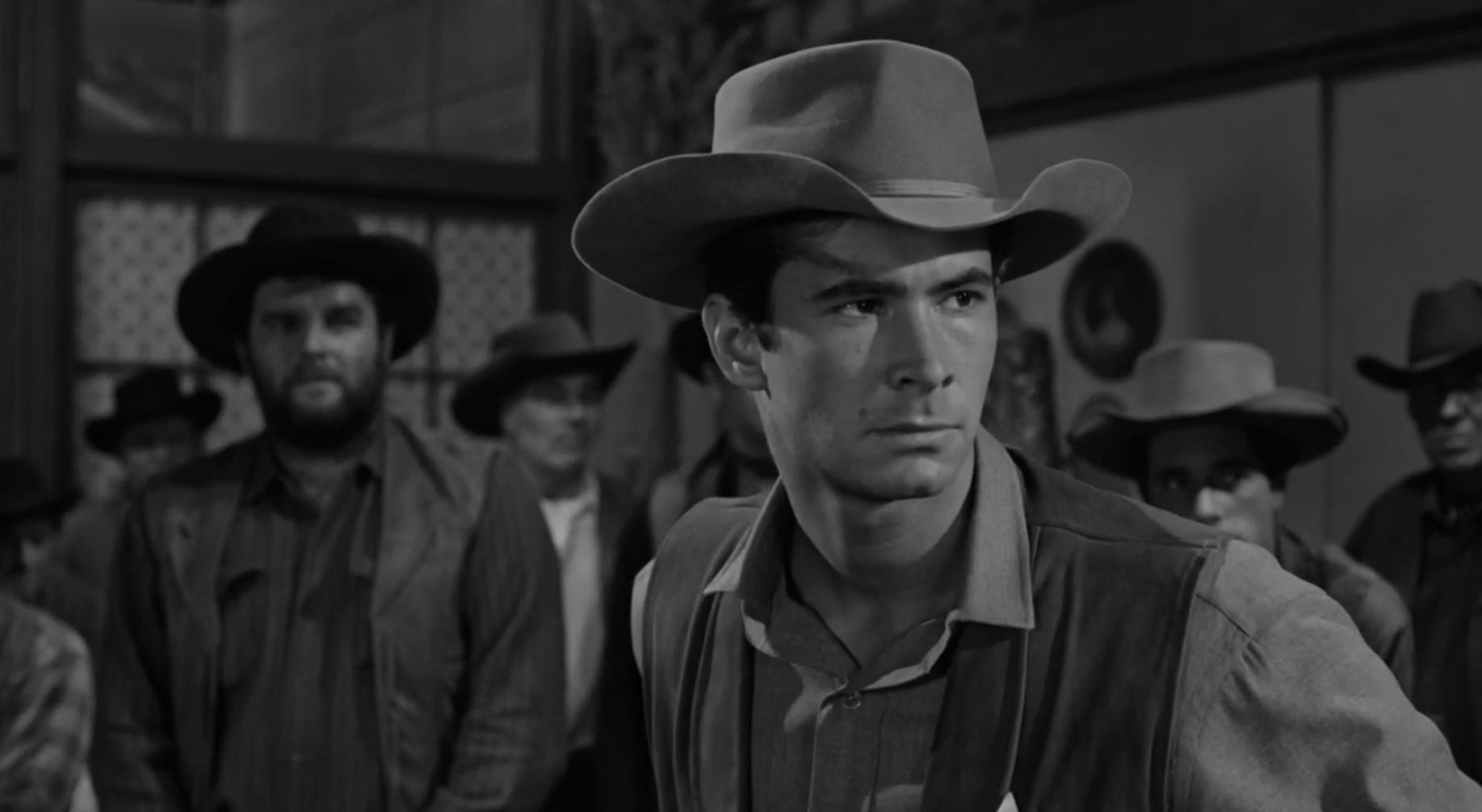
Anthony Perkins în rolul șerifului Ben Owens

Steaua de tinichea (titlul original: în engleză The Tin Star) este un film western american, realizat în 1957 de regizorul Anthony Mann, după o povestire de Joel Kane și Barney Slater, protagoniști fiind actorii Henry Fonda și Anthony Perkins în unu din primele sale roluri.

## Rezumat
Morg Hickmann, un vânător de recompense, ajunge într-un oraș din vestul american purtând cadavrul unui bandit pe unul dintre caii săi, pentru a-și primi recompensa cuvenită. El descoperă că proaspăt numitul șerif, tânărul Ben Owens, se luptă cu batjocurile unui bătăuș notoriu, Bart Bogardus. Hickman, cândva un fost șerif, îl va învăța pe Owens cum să se impună și să mențină ordinea în oraș.

## Distribuție
- Henry Fonda – Morgan Hickman
- Anthony Perkins – șeriful Ben Owens
- Betsy Palmer – Nona Mayfield
- Michel Ray – Kip Mayfield
- Neville Brand – Bart Bogardus
- John McIntire – dr. Joseph J. „Doc” McCord
- Mary Webster – Millie Parker
- Lee Van Cleef – Ed McGaffey
- Peter Baldwin – Zeke McGaffey
- Richard Shannon – Buck Henderson
- Howard Petrie – Mayor Harvey King
- Frank Cady – Abe Pickett (nemenționat)
- Frank McGrath – Jim Clark, vizitiul poștalionului (nemenționat)

## Premii și nominalizări
- 1958 - Premiile Oscar
  - Nominalizat la Cel mai bun scenariu original lui Barney Slater, Joel Kane și Dudley Nichols.